# Niwaki
 (août 2016).

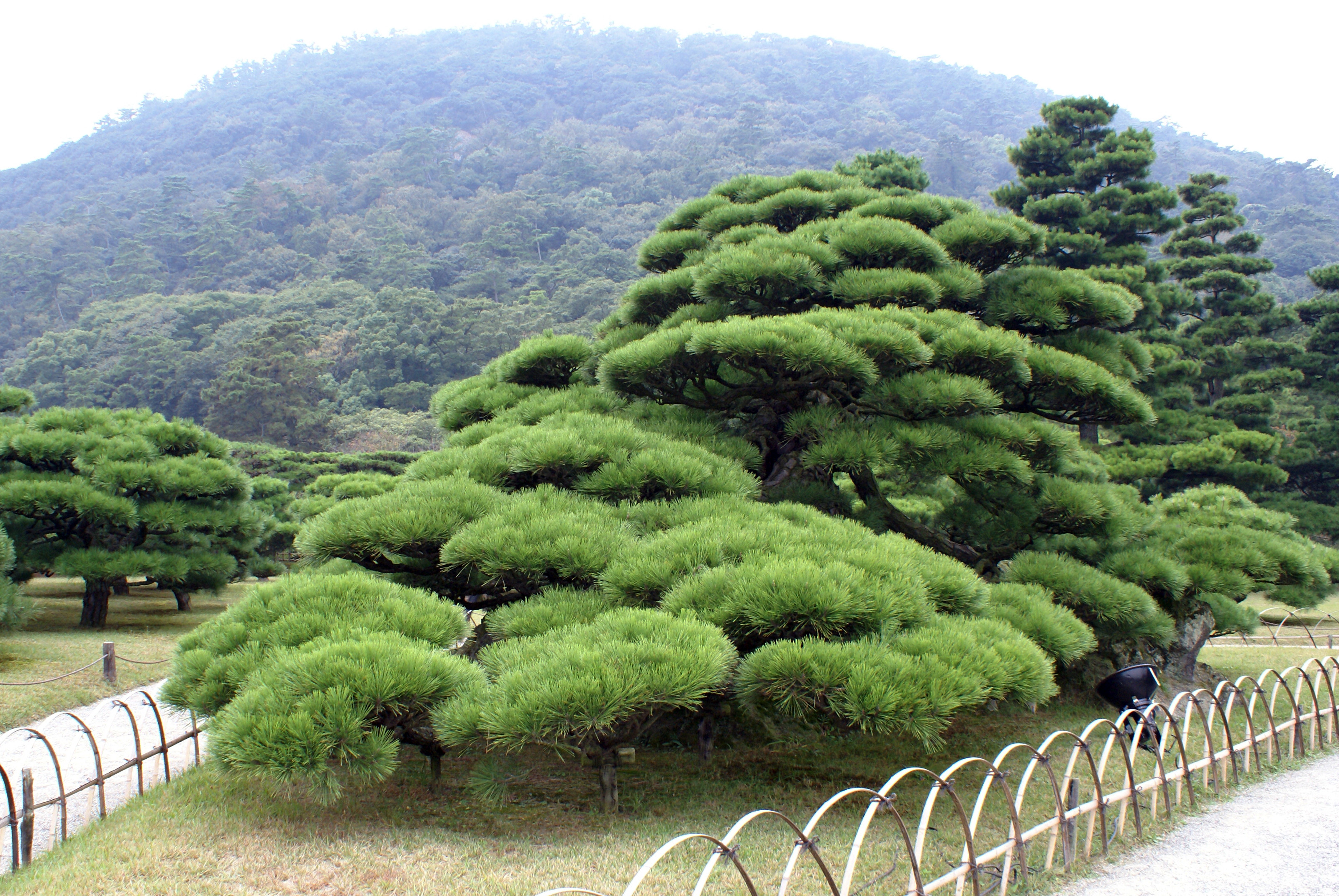
Niwaki au parc Ritsurin de Takamatsu.

Le niwaki (庭木, litt. « arbre de jardin ») est un arbre implanté dans le jardin. L'objectif de cet art traditionnel japonais consiste à cultiver, entretenir, sculpter par la mise en forme et la taille d'un arbre en pleine terre afin de restituer dans le jardin les différents paysages admirés dans la nature.

## Finalité
Le but du niwaki japonais est d’accélérer le processus naturel de vieillissement des arbres en donnant à de jeunes sujets, l’aspect d’individus anciens.

## Influences
Cet art a subi l'influence de nombreuses religions et philosophies, notamment celles du culte shinto et de l'esthétisme épuré du zen. Tout arbre de jardin, à partir du moment où l'homme intervient par la taille, est un niwaki, que ce soit une taille sous la forme d'un houppier hétérogène avec des masses de végétation densifiée ou une taille beaucoup plus discrète. L'important est de restituer l'essence de l'arbre.

## Niwaki versus Bonsaï
Visuellement, cet art se rapproche de celui du bonsaï  dont certaines formes, terminologies et but sont similaires. Malgré tout, les niwaki sont élevés en pleine terre et l'on ne taille pas les racines.
L'objectif est aussi très différent. Pour le bonsaï, on vise une miniaturisation globale de l'arbre, l'exposition d'un sujet unique. Pour le niwaki, on vise le plus souvent une concentration de la végétation en certains endroits, avec l'intégration du sujet dans un ensemble.

## Essences principales
Le principal arbre utilisé au Japon est le pin. La présence d'un pin est symboliquement très forte (la victoire face à l'adversité) et chaque jardin japonais, même le plus petit, en possède un.
Les plus courants sont le pin blanc du Japon (Pinus parviflora), le pin rouge du Japon (Pinus densiflora), et le pin noir du Japon (Pinus thunbergii). Au Japon, on rencontre également beaucoup de niwaki d'if du Japon (Taxus cuspidata), de « pin des bouddhistes » (Podocarpus macrophyllus, fréquent dans les jardins de thé), de houx (Ilex crenata).
Les azalées taillées en formes arrondies (karikomi ou tamamono), les cerisiers (sakura) et les abricotiers à fleurs (Prunus mume) constituent les autres variétés courantes.
En France, il existe également la taille d'arbres en nuage, mais qui est seulement une taille d'inspiration japonaise. Elle a en fait peu de choses à voir avec le véritable niwaki, à part des masses de végétation densifiées[réf. souhaitée].

### Médiagraphie

#### Vidéographie
- Frédérique Dumas, DVD Niveau I. Le cyprès, niwaki style « Chokukanshitate », Éditions Katsura, Gap, 2012, 70 min.